# 伊藤匠
伊藤 匠（いとう たくみ、2002年〈平成14年〉10月10日 - ）は、日本将棋連盟所属の将棋棋士。棋士番号は324。宮田利男門下。東京都世田谷区出身。将棋タイトル戦の歴代挑戦者・歴代獲得者のうち四段昇段が最新参者（最も棋士番号が大きい、2025年6月時点）。

## 棋歴

### 幼少期
5歳のときに父親に将棋を教わる。まもなく自宅から徒歩圏内だった宮田利男七段（当時。現八段。）が経営する三軒茶屋将棋倶楽部に通うようになる。
2010年の第9回全国小学生倉敷王将戦の低学年の部で準優勝した。
2012年1月に行われた第9回全国小学生将棋大会準決勝で、伊藤と同学年の藤井聡太と対局し伊藤が勝利している（伊藤は2位、藤井は3位）。
同年4月、三軒茶屋将棋倶楽部で将棋の研鑽を積む様子がNHK教育の『カラフル!』で放送された。
2013年7月にヨーロッパ選手権の会場（ベラルーシ、ミンスク）を父親と訪れ、世界オープン将棋選手権に参加し優勝した。このとき、後に女流棋士となるカロリーナ・ステチェンスカとも対局し勝利している。

### 奨励会時代
2013年9月に奨励会入会。2018年、将棋に専念するため、高校1年生の1学期中に在籍する高校を退学。
2018年4月より三段リーグに参加。2020年9月12日に第67回三段リーグで14勝2敗となり、1位が確定したため、四段昇段が内定した。2002年10月10日生まれの伊藤は、この時点の最年少棋士藤井聡太（2002年7月19日生まれ）よりも3か月ほど若く、4年ぶりの新たな最年少棋士となった。なお最年少棋士の座は、新たな最年少棋士藤本渚（2005年7月18日生まれ）が2022年10月1日付で四段昇段するまで続いた。

### プロ入り後

#### 2020年度
2021年3月27日にAbemaで放送された「第4回ABEMAトーナメント」のドラフト会議でリーダー棋士を務めた藤井聡太から指名を受け、高見泰地とともに「チーム最年少+1(チーム藤井)」を結成した。

#### 2021年度
9月18日に行われた「第4回ABEMAトーナメント」決勝では、5勝3敗のチーム成績で相手のチーム木村を破り優勝を果たした。
プロ入り同期の古賀悠聖との決勝となった第52期新人王戦決勝三番勝負では、2021年10月11日に行われた第2局を2連勝で勝利して棋戦初優勝を飾った。新人王戦の優勝者にはその時点のタイトル保持者1人との記念対局が組まれることが恒例となっており、同年11月に竜王を獲得して史上最年少四冠となった藤井聡太との記念対局が2022年1月2日に放送された（結果は98手で藤井の勝利）。なお、記念対局が同学年の棋士同士となるのは史上5例目、10代の棋士同士となるのは史上初であった。
2021年12月3日には第63期王位戦予選3組決勝で日浦市郎に勝利し、自身初となる挑戦者決定リーグ進出を決めた。この予選ではタイトル保持者である永瀬拓矢王座を下す金星を挙げている。リーグ戦紅組では3勝2敗の成績を挙げたもののリーグ陥落となった。
第80期順位戦では、順位が下位から始まる初参加のため自力昇級ではなかったが、最終局で近藤正和七段に勝利し競争相手が敗れたため、9勝1敗の好成績でC級2組の1期抜け、C級1組への昇級と五段への昇段を果たした。
2022年3月30日、第63期王位戦挑戦者決定リーグ紅組で西尾明七段に勝利して2021年度の勝率を0.818（45勝10敗）とし、年間勝率1位となった。これにより、藤井聡太がデビュー以来続けていた年度勝率1位の記録を連続4年で止めた。

#### 2022年度
第35期竜王戦では5月19日の6組ランキング戦決勝で高田明浩に勝利し、ランキング戦初優勝を果たした。決勝トーナメントでは5組優勝の佐々木大地と4組優勝の大橋貴洸に勝利したが、1組5位の稲葉陽に敗れた。
第48期棋王戦コナミグループ杯では、挑戦者決定トーナメントで前期挑戦者の永瀬拓矢王座を破る等でベスト4進出と健闘するも、準決勝で羽生善治九段に、敗者復活戦で藤井聡太竜王に敗れた。
第81期順位戦C級1組は、9連勝の好成績であったが、最終局に敗れたことで、昇級枠の3つには8勝1敗から最終局に勝利して9勝1敗となった石井健太郎・青嶋未来・渡辺和史の3人が滑り込み、同組初参加者として順位が下位であった伊藤は3人と同成績ながら順位差で昇級を逃す結果となった。

#### 2023年度
第36期竜王戦では4月20日5組ランキング戦準決勝で藤森哲也に勝利し、竜王ランキング戦連続昇級により六段に昇段。5月16日のランキング戦決勝で服部慎一郎に勝利し、2期連続ランキング戦優勝を果たした。決勝トーナメント（本戦）では出口若武、大石直嗣、広瀬章人、丸山忠久、稲葉陽を破り挑戦者決定戦まで駒を進め、制度改正前も含めて竜王戦史上初となる5組優勝からの挑戦者決定三番勝負進出を決めた。5組以下の本戦進出者が本戦で5勝したのも史上初である。8月14日、挑戦者決定三番勝負第2局で第1局に引き続き永瀬拓矢に勝利して竜王挑戦を決め、同時に七段に昇段した。決勝トーナメント最底辺からの竜王挑戦は旧形式のトーナメントでも未達成であり、竜王戦史上初の快挙であった(旧形式のトーナメントでは下位クラスからの出場者が現行形式よりも有利であった)。また、開幕局時点で竜王戦を戦う藤井と伊藤の年齢合計は41歳で、すべてのタイトル戦を通じて史上最年少対決であった。さらに、いずれも2002年生まれの同年代であり、タイトル保持者と挑戦者の両者が21世紀生まれであるタイトル戦は将棋界史上初であった。七番勝負は0勝4敗で伊藤が敗退し竜王獲得はならなかった。
第49期棋王戦では、前期ベスト4による本戦シードを生かし2期連続でベスト4に進出。挑戦者決定トーナメントでは準決勝で広瀬章人に破れたが、敗者復活戦1回戦で豊島将之、敗者復活戦決勝で本田奎にそれぞれ勝利し挑戦者決定二番勝負進出。挑戦者決定二番勝負では広瀬章人九段に連勝し、棋王挑戦を決めた。五番勝負は0勝1持将棋3敗で藤井に敗れ、棋王獲得はならなかった。
第82期順位戦C級1組は、前期を下回る8勝2敗だったが、昇級3枠の内で順位差で3位に入り、B級2組への昇級を決めた。
第9期叡王戦では、六段戦予選を勝ち抜き、本戦トーナメントでは順に、山﨑隆之八段、斎藤明日斗五段、青嶋未来六段を破り、挑戦者決定戦では永瀬拓矢九段を破り藤井聡太叡王への挑戦権を獲得した。

#### 2024年度
2024年4月に発表された第51回#将棋大賞において、優秀棋士賞、最多対局賞（69対局）、最多勝利賞（51勝）とさらに「棋王戦第1局などにおける持将棋定跡」によって、升田幸三賞を受賞する。
2024年4月に開幕した第9期叡王戦五番勝負では2勝2敗として第5局まで縺れ込み、2024年6月20日の第5局では伊藤が勝利し、3勝2敗で藤井聡太から叡王を奪取。これが自身初のタイトル獲得であり、藤井聡太の八冠独占を崩した。歴代タイトル獲得者の中で四段昇段が最も新しい。
第83期順位戦B級2組は、最終局に勝利して8勝2敗とし、B級1組へ連続昇級を決めた。

#### 2025年度
2025年度に五番勝負が行われた第10期叡王戦で、挑戦者の斎藤慎太郎八段を3勝2敗で下し、自身初のタイトル防衛。タイトル2期獲得により八段昇段。第73期王座戦では、挑戦者決定戦で羽生善治九段に勝利し、藤井聡太王座への挑戦権を獲得した。

## 棋風
- 得意戦法は相掛かり[1]。2024年ごろから角換わりも得意戦法[32]としており、角換わりの後手番による「持将棋定跡」で升田幸三賞を受賞した。[33]

## 人物
- 父の伊藤雅浩は、弁護士（東京弁護士会[34]）[35][36]。
- プロ野球の中日ドラゴンズの熱狂的ファン[17]、この記述を読んだ観戦記者が本人に確認したところ「以前は野球を見るのが好きだったりもしたんですけど、気分転換よりもストレスがたまることのほうが多い(笑)」と語った[37]。
- 師匠の宮田は、伊藤が学校の勉強もできることや東日本大震災があったことから、プロ棋士ではなく東大に入って社会の役に立つ人間になった方が良いと思い、プロ入りは勧めなかったが、本人の強い希望もあり反対はしなかった[38]、伊藤はその後高校合格後に1学期初頭で中退するが、退路を断った旨を確認して後は本人の意思を尊重した[39]。
- 2012年1月開催の第9回小学館学年誌杯争奪全国小学生将棋大会で藤井聡太と準決勝で当たり、伊藤が接戦を制した。敗れた藤井は号泣したという逸話から、「藤井を泣かせた男」と呼ばれるようになった[40]。伊藤は自分を引き揚げてくれた存在として藤井への思いを語った[41]。

## 昇段履歴
- 2013年09月00日 : 6級 - 奨励会入会
- 2017年12月00日 : 三段（第63回奨励会三段リーグ戦からリーグ参加）[1]
- 2020年10月01日 : 四段（第67回奨励会三段リーグ成績1位） = プロ入り[1]
- 2022年03月10日 : 五段（順位戦C級1組昇級、通算50勝13敗）[42]
- 2023年04月20日 : 六段（竜王戦ランキング戦連続昇級、通算93勝28敗）[43]
- 2023年08月14日 : 七段（竜王挑戦、通算110勝30敗あるいは111勝30敗）[44][45]
- 2025年06月14日 : 八段（タイトル2期獲得／第10期叡王戦防衛、通算167勝64敗〈未放映のテレビ棋戦除く〉）[46][47]

## 主な成績

### 獲得タイトル
は2025年8月現在の在位。登場・連覇の 太字 は歴代最多記録。
他の棋士との比較は、タイトル獲得記録、将棋のタイトル在位者一覧を参照
| タイトル                                                                                              | 獲得年度  | 登場 | 獲得期数 | 連覇  | 永世称号（備考） |
| 竜王                                                                                                  | －        | 1回  | －       | －    | －               |
| 名人                                                                                                  | －        | 0    | －       | －    | －               |
| 王位                                                                                                  | －        | 0    | －       | －    | －               |
| 叡王                                                                                                  | 2024-2025 | 2回  | 2期      | 2連覇 | －               |
| 王座                                                                                                  | －        | 0    | －       | －    | －               |
| 棋王                                                                                                  | －        | 1回  | －       | －    | －               |
| 王将                                                                                                  | －        | 0    | －       | －    | －               |
| 棋聖                                                                                                  | －        | 0    | －       | －    | －               |
| タイトル獲得 合計2期 / 登場回数 合計4回 （第10期叡王戦〈五番勝負 2025年度〉まで。番勝負終了前は除く） |           |      |          |       |                  |

タイトル戦登場
- 竜王戦 1回（2023年度 = 第36期）
- 棋王戦 1回（2023年度 = 第49期）
- 叡王戦 2回（2024-2025年度 = 第9期-第10期）

タイトル戦に関するその他の記録
- タイトル戦における対局者年齢合計最年少（第36期竜王戦第1局）：41歳（藤井聡太（21歳） - 伊藤匠（20歳））[48][注釈 5]

### 一般棋戦優勝
- 新人王戦 1回（2021年度 = 第52期）

#### 非公式戦優勝
- ABEMAトーナメント 1回（2021年・第4回 - チーム藤井＜藤井聡太・高見泰地・伊藤匠＞）

### 将棋大賞
- 第49回（2021年度） 勝率一位賞、新人賞
- 第51回（2023年度） 優秀棋士賞、最多対局賞、最多勝利賞、升田幸三賞
- 第52回（2024年度） 優秀棋士賞、名局賞

### 在籍クラス
| 開始 年度 | (出典)順位戦出典 | (出典)順位戦出典 | (出典)順位戦出典 | (出典)順位戦出典 | (出典)順位戦出典 | (出典)順位戦出典 | (出典)順位戦出典 | (出典)順位戦出典 | (出典)竜王戦出典 | (出典)竜王戦出典                | (出典)竜王戦出典                | (出典)竜王戦出典                | (出典)竜王戦出典                | (出典)竜王戦出典                | (出典)竜王戦出典                | (出典)竜王戦出典                | (出典)竜王戦出典                | (出典)竜王戦出典                |
| 開始 年度 | 期               | 名人             | A級              | B級              | B級              | C級              | C級              | 0                | 期               | 竜王                            | 1組                             | 2組                             | 3組                             | 4組                             | 5組                             | 6組                             | 決勝 T                          |                                 |
| 開始 年度 | 期               | 名人             | A級              | 1組              | 2組              | 1組              | 2組              | 0                | 期               | 竜王                            | 1組                             | 2組                             | 3組                             | 4組                             | 5組                             | 6組                             | 決勝 T                          |                                 |
| --- | ---------------- | ---------------- | ---------------- | ---------------- | ---------------- | ---------------- | ---------------- | ---------------- | ---------------- | ------------------------------- | ------------------------------- | ------------------------------- | ------------------------------- | ------------------------------- | ------------------------------- | ------------------------------- | ------------------------------- | ------------------------------- |
| 2020 | 79               | 四段昇段前       | 四段昇段前       | 四段昇段前       | 四段昇段前       | 四段昇段前       | 四段昇段前       | 四段昇段前       | 34               |                                 |                                 |                                 |                                 |                                 |                                 | 6組                             | --                              | 0-1/昇2-1                       |
| 2021 | 80               |                  |                  |                  |                  |                  | C250             | 9-1              | 35               |                                 |                                 |                                 |                                 |                                 |                                 | 6組                             | 2-1                             | 6-0 (1位)                       |
| 2022 | 81               |                  |                  |                  |                  | C130             |                  | 9-1              | 36               |                                 |                                 |                                 |                                 |                                 | 5組                             |                                 | 7-0                             | 5-0 (1位)                       |
| 2022 |                  |                  |                  |                  |                  |                  |                  |                  | 36               | （竜王戦初の5組からの竜王挑戦） | （竜王戦初の5組からの竜王挑戦） | （竜王戦初の5組からの竜王挑戦） | （竜王戦初の5組からの竜王挑戦） | （竜王戦初の5組からの竜王挑戦） | （竜王戦初の5組からの竜王挑戦） | （竜王戦初の5組からの竜王挑戦） | （竜王戦初の5組からの竜王挑戦） | （竜王戦初の5組からの竜王挑戦） |
| 2023 | 82               |                  |                  |                  |                  | C101             |                  | 8-2              | 37               |                                 | 1組                             |                                 |                                 |                                 |                                 |                                 | --                              | 2-1/出0-1                       |
| 2024 | 83               |                  |                  |                  | B224             |                  |                  | 8-2              | 38               |                                 | 1組                             |                                 |                                 |                                 |                                 |                                 | --                              | 1-1/出0-1                       |
| 2025 | 84               |                  |                  | B113             |                  |                  |                  | -                | 39               |                                 | 1組                             |                                 |                                 |                                 |                                 |                                 | --                              | -                               |
| 順位戦、竜王戦の 枠表記 は挑戦者。右欄の数字は勝-敗(番勝負/PO含まず)。 順位戦の右数字はクラス内順位 ( x当期降級点 / *累積降級点 / +降級点消去 ) 順位戦の「F編」はフリークラス編入 /「F宣」は宣言によるフリークラス転出。 竜王戦の 太字 はランキング戦優勝、竜王戦の 組(添字) は棋士以外の枠での出場。 |                  |                  |                  |                  |                  |                  |                  |                  |                  |                                 |                                 |                                 |                                 |                                 |                                 |                                 |                                 |                                 |

### 年度別成績
| 2020年度         | 11     | 7    | 4    | 0.6363 | [ 51 ] | 通算成績 | 通算成績 | 通算成績 | 通算成績 | 通算成績 |
| 年度             | 対局数 | 勝数 | 負数 | 勝率   | (出典) | 対局数   | 勝数     | 負数     | 勝率     | (出典)   |
| 2021年度         | 55     | 45   | 10   | 0.8181 | [ 52 ] | 66       | 52       | 14       | 0.7878   | [ 53 ]   |
| 2022年度         | 51     | 37   | 14   | 0.7254 | [ 54 ] | 117      | 89       | 28       | 0.7606   | [ 55 ]   |
| 2023年度         | 69     | 51   | 17   | 0.7500 | [ 56 ] | 186      | 140      | 45       | 0.7567   | [ 57 ]   |
| 2024年度         | 38     | 22   | 16   | 0.5789 | [ 58 ] | 224      | 162      | 61       | 0.7264   | [ 59 ]   |
| 2021-2024 (小計) | 213    | 155  | 57   |        |        |          |          |          |          |          |
| 通算             | 224    | 162  | 61   | 0.7264 | [ 59 ] |          |          |          |          |          |
| 2024年度まで     |        |      |      |        |        |          |          |          |          |          |

## 年表
| - タイトル戦は成績。人物名が書かれた部分は番勝負登場。 上段の氏名は対戦相手。うち、 太字 はタイトル獲得（奪取または防衛）、 太字永 は加えて永世、名誉称号資格獲得。 太字敗 は敗退。 下段は勝敗。o : 伊藤の勝ち、x : 伊藤の負け、j : 持将棋 - 一般棋戦 - 新人：新人王戦、青流：加古川青流戦、朝日：朝日杯将棋オープン戦 - 将棋大賞は次年度4月1日付公表分。 最優 : 最優秀棋士賞、優 : 優秀棋士賞、特 : 特別賞、 率 : 勝率一位賞、勝 : 最多勝利賞、対 : 最多対局賞、連 : 連勝賞、 新 : 新人賞、名局 : 名局賞、名特 : 名局賞特別賞、升 : 升田幸三賞、升特 : 升田幸三賞特別賞、 敢闘：敢闘賞 - 賞金&対局料は、年度区切りではなく1月 - 12月の集計。単位は万円。()内は順位。 の年は全棋士中1位。 - 備考 - 少 : 最年少記録 初 : 史上初の記録 |

| 年度        | 名人 4-6月                                                              | 叡王 4-6月                     | 棋聖 6-7月             | 王位 7-9月        | 王座 9-10月   | 竜王 10-12月      | 王将 1-3月        | 棋王 2-3月      | 一般 棋戦 優勝 | 将棋大賞    | 賞金& 対局料 | 備 考                                                   |
| 2020        | (第79期) －                                                             | (第5期) －                     | (第91期) －            | (第61期) －       | (第57期) －   | (第33期) －       | (第70期) －       | (第46期) －     |                |             |              | 10月1日プロ入り                                         |
| 2021        | C級2組 C級1組昇級                                                       | 四段戦敗退                     | －                     | －                | －            | 6組               | 一次予選 敗退     | 予選敗退        | 新人           | 新人,率     |              | 五段昇段                                                |
| 2022        | C級1組 残留                                                             | 四段戦敗退                     | 一次予選 敗退          | 挑決リーグ 陥落   | 一次予選 敗退 | 6組優勝 本戦敗退  | 一次予選 敗退     | 本戦敗退        |                |             |              |                                                         |
| 2023        | C級1組 B級2組昇級                                                       | 五段戦敗退                     | 一次予選 敗退          | 予選敗退          | 一次予選 敗退 | 5組優勝 →挑戦初   | 一次予選 敗退     | 藤井聡太敗 jxxx |                | 優,対,勝,升 | 1,728        | タイトル初挑戦 = 竜王戦 六段昇段 七段昇段 通算100勝到達 |
| 2023        | C級1組 B級2組昇級                                                       | 五段戦敗退                     | 一次予選 敗退          | 予選敗退          | 一次予選 敗退 | 藤井聡太敗 xxxx   | 一次予選 敗退     | 藤井聡太敗 jxxx |                | 優,対,勝,升 | 1,728        | タイトル初挑戦 = 竜王戦 六段昇段 七段昇段 通算100勝到達 |
| 2024        | B級2組 B級1組昇級                                                       | 藤井聡太 xooxo獲               | 二次予選 敗退          | 予選敗退          | 一次予選 敗退 | 1組 残留          | 一次予選 敗退     | 本戦敗退        |                | 優,名局     | 4,364        | 初タイトル = 叡王戦                                     |
| 2025        | (第84期) B級1組                                                         | (第10期) 挑/斎藤慎太郎 xooxo獲 | (第96期) 二次予選 敗退 | (第66期) 予選敗退 | (第73期) 本戦 | (第38期) 1組 残留 | (第75期) 二次予選 | (第51期) 本戦   |                |             |              | タイトル初防衛 = 叡王戦 八段昇段                        |
| 年度        | 名人 4-6月                                                              | 叡王 4-6月                     | 棋聖 6-7月             | 王位 7-9月        | 王座 9-10月   | 竜王 10-12月      | 王将 1-3月        | 棋王 2-3月      | 一般 棋戦 優勝 | 将棋大賞    | 賞金& 対局料 | 備 考                                                   |
| タイトル 戦 | -                                                                       | 登場 2回 獲得 2期              | -                      | -                 | -             | 登場 1回          | -                 | 登場 1回        |                |             |              |                                                         |
| タイトル 戦 | タイトル戦登場 合計 4回 / タイトル獲得 合計 2期（第10期叡王戦終了まで） |                                |                        |                   |               |                   |                   |                 |                |             |              |                                                         |

## メディア出演
- NHK Eテレ『カラフル! ～世界の子どもたち～』（2012年4月27日）[60]
第107回 / 2012年度 第3回「もっと強くなるために」 - 小学4年生当時に取材したドキュメンタリー番組
- NHK総合『NHKスペシャル「藤井聡太 VS. 伊藤匠 AI時代 将棋の新たな地平」』（2024年9月8日）[61]